# Polylogismus
Polylogismus ist eine gesellschaftliche Philosophie, nach der Personen aus verschiedenen Rassen, sozialen Klassen oder Zeitaltern verschiedene Arten der Logik hätten. Solche Grundsätze werden dem Marxismus, dem Nationalsozialismus und anderen politischen und gesellschaftlichen Philosophien zugeschrieben. Zum Beispiel stellen Marxisten der „proletarischen Logik“ eine „bourgeoise Logik“ gegenüber, im Nationalsozialismus zwischen einer „Arischen Logik“ und einer „Jüdischen Logik“ usw.